# 관할합의
관할합의란 당사자간 민사재판을 어디서 할지 정하는 것이다. 법정관할 법원 가운데 하나로 특정하는 경우를 전속적 합의로, 법정관할법원 외의 다른 법원을 관할법원으로 하는 경우를 부가적 합의로 본다.

## 요건
1. 제1심법원의 임의관할에 한하여 할 것
2. 합의 대상인 소송이 특정되었을 것
3. 합의의 방식이 서면일 것
4. 관할법원이 특정되었을 것을 요한다.

## 조문
제29조(합의관할) ① 당사자는 합의로 제1심 관할법원을 정할 수 있다.

②제1항의 합의는 일정한 법률관계로 말미암은 소에 관하여 서면으로 하여야 한다.

## 판례
- 계약서의 규정에 의하면 ‘본건 계약에 관한 소송은 원고의 주소지를 관할하는 법원을 재판적으로 한다.’ 라고 기재되어 있는바 위의 규정은 법정관할 외에 또 관할법원을 증가하는 부가적 합의라고 해석될 뿐 아니라 가사 전속적 합의관할에 관한 것이라 하여도 일건 기록상 피고들은 제1심에서 관할위반의 항변을 한 바 없이 응소하였음이 명백하므로 논지는 이유 없다[1].
- 당사자들이 법정관할법원에 속하는 여러 관할법원 중 어느 하나의 법원을 관할법원으로 하기로 약정한 경우에, 그와 같은 약정은 그 약정이 이루어진 국가 내에서 재판이 이루어질 경우를 예상하여 그 국가 내에서의 전속적 관할법원을 정하는 취지의 합의라고 해석될 수 있다[2]

### 관할합의의 효력은 물권이 아닌 채권의 특정승계인에게 미친다
- 물권의 특정승계인은 물권법정주의 원칙상 당사자가 그 내용을 자유롭게 변경할 수 없고 또 그 합의된 바를 등기부상 공시할 수 없으므로 물권의 양수인은 양도인이 한 합의에 구속되지 않으나, 채권의 양수인은 권리관계를 당사자 간에 자유로이 변경할 수 있으며 양수인도 변경된 내용의 권리를 양수받았다고 볼 수 있으므로 관할합의의 효력이 채권양수인에게 미친다[3]

## 같이 보기
- 대한민국 민사소송법 제29조 합의관할